# Шапел Бланш (Савоја)
Шапел Бланш (фр. Chapelle-Blanche) насеље је и општина у источној Француској у региону Рона-Алпи, у департману Савоја која припада префектури Шамбери.
По подацима из 2011. године у општини је живело 527 становника, а густина насељености је износила 127,6 становника/km². Општина се простире на површини од 4,13 km². Налази се на средњој надморској висини од 500 метара (максималној 732 m, а минималној 296 m).

## Демографија
| 1962. | 1968. | 1975. | 1982. | 1990. | 1999. | 2011. |
| ----- | ----- | ----- | ----- | ----- | ----- | ----- |
| 311   | 318   | 270   | 324   | 391   | 439   | 527   |

График промене броја становника у току последњих година